# Ромеро, Линан
Линан Шидерт Д’Алессан Ромеро Пачеко (исп. Leenhan Schnneiderth D'Alessan Romero Pacheco; род. 1 ноября 2006, Маракай) — венесуэльский футболист, полузащитник клуба «Универсидад Католика».

## Клубная карьера
Ромеро — воспитанник чилийского клуба «Универсидад Католика». 20 июля 2024 года в матче против «Унион Ла-Калера» он дебютировал в чилийской Примере.

## Международная карьера
В 2023 году Ромеро в составе юношеской сборной Венесуэлы принял участие в юношеском чемпионате Южной Америки в Эквадоре. На турнире он сыграл в матчах против сборных Перу, Бразилии, Чили, Боливии, а также дважды против Аргентины и Парагвая.
В том же году Ромеро принял участие в юношеском чемпионате мира в Индонезии. На турнире он сыграл в матчах против сборных Новой Зеландии, Мексики и Германии. В поединке против новозеландцев Линан сделал «дубль».
В 2025 году Ромеро в составе молодёжной сборной Венесуэлы принял участие в молодёжном чемпионате Южной Америки в Венесуэле. На турнире он сыграл в матчах против сборных Перу и Парагвая.